# Toxorhina caledonica
Toxorhina caledonica är en tvåvingeart som beskrevs av Alexander 1948. Toxorhina caledonica ingår i släktet Toxorhina och familjen småharkrankar. Inga underarter finns listade i Catalogue of Life.